# Scotopteryx maritima
Scotopteryx maritima är en fjärilsart som beskrevs av Seebold 1898. Scotopteryx maritima ingår i släktet backmätare, och familjen mätare. Inga underarter finns listade.